# Palitzschbrunnen

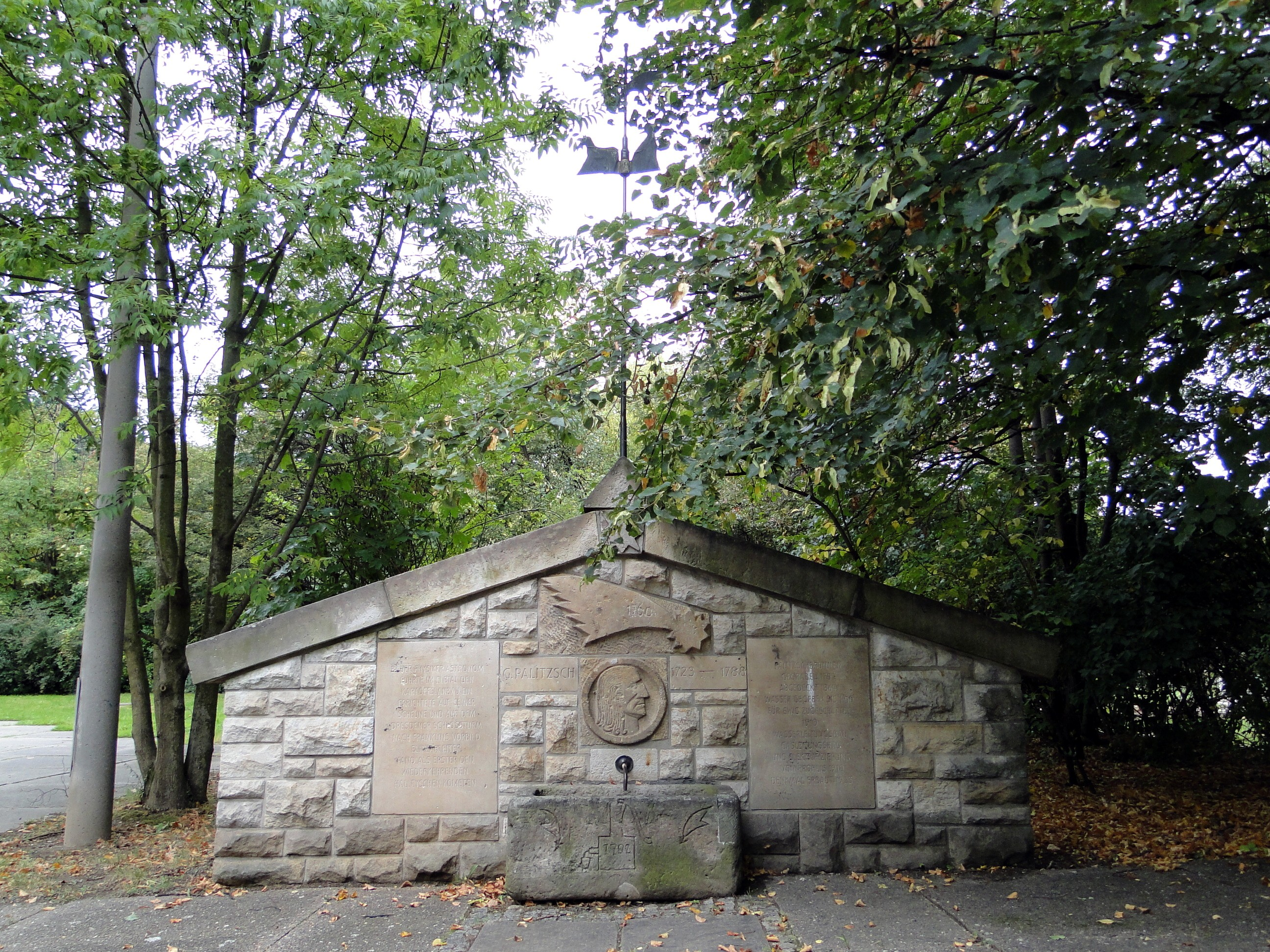
Palitzschbrunnen 2009

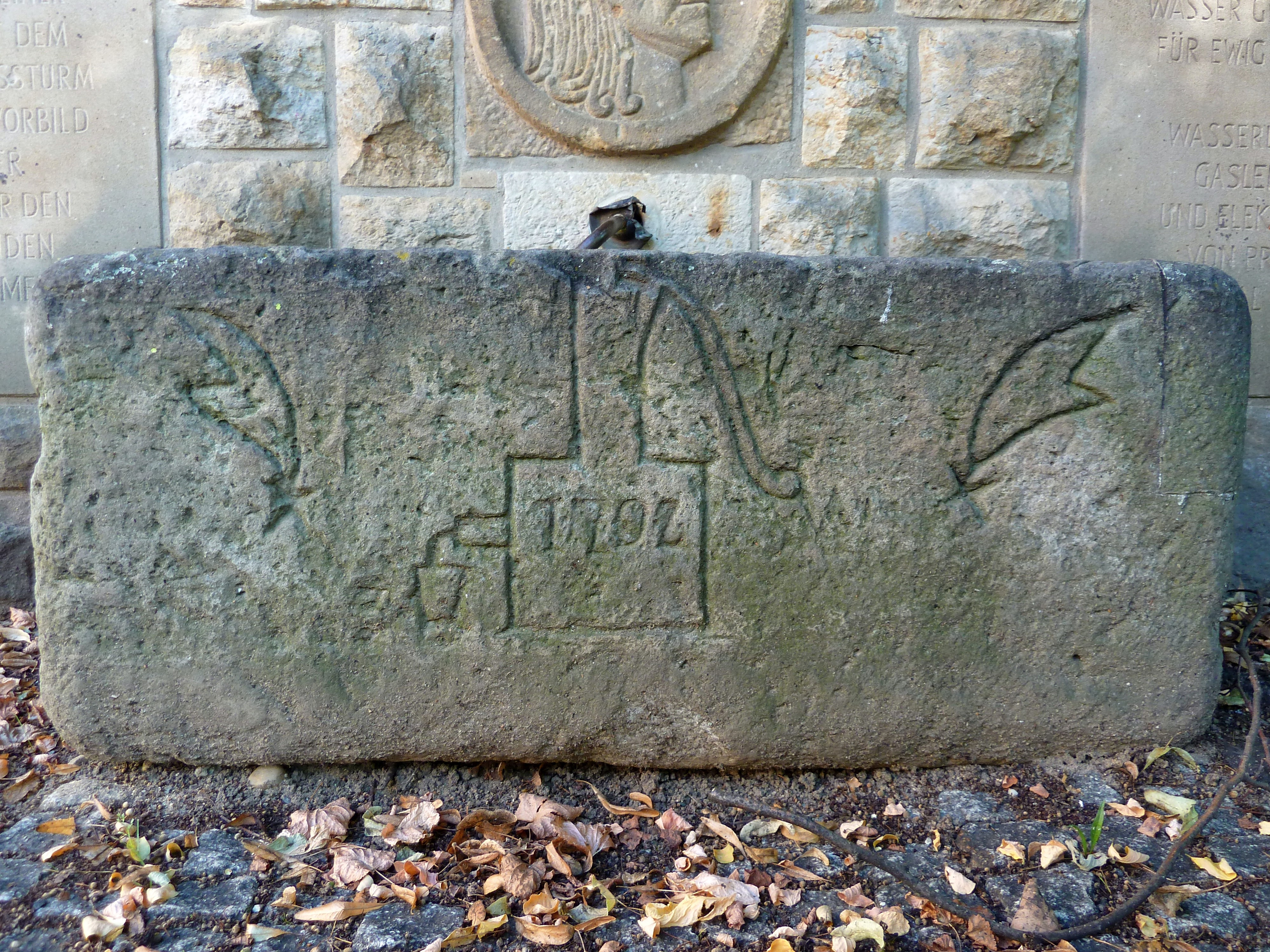
Detail 2021

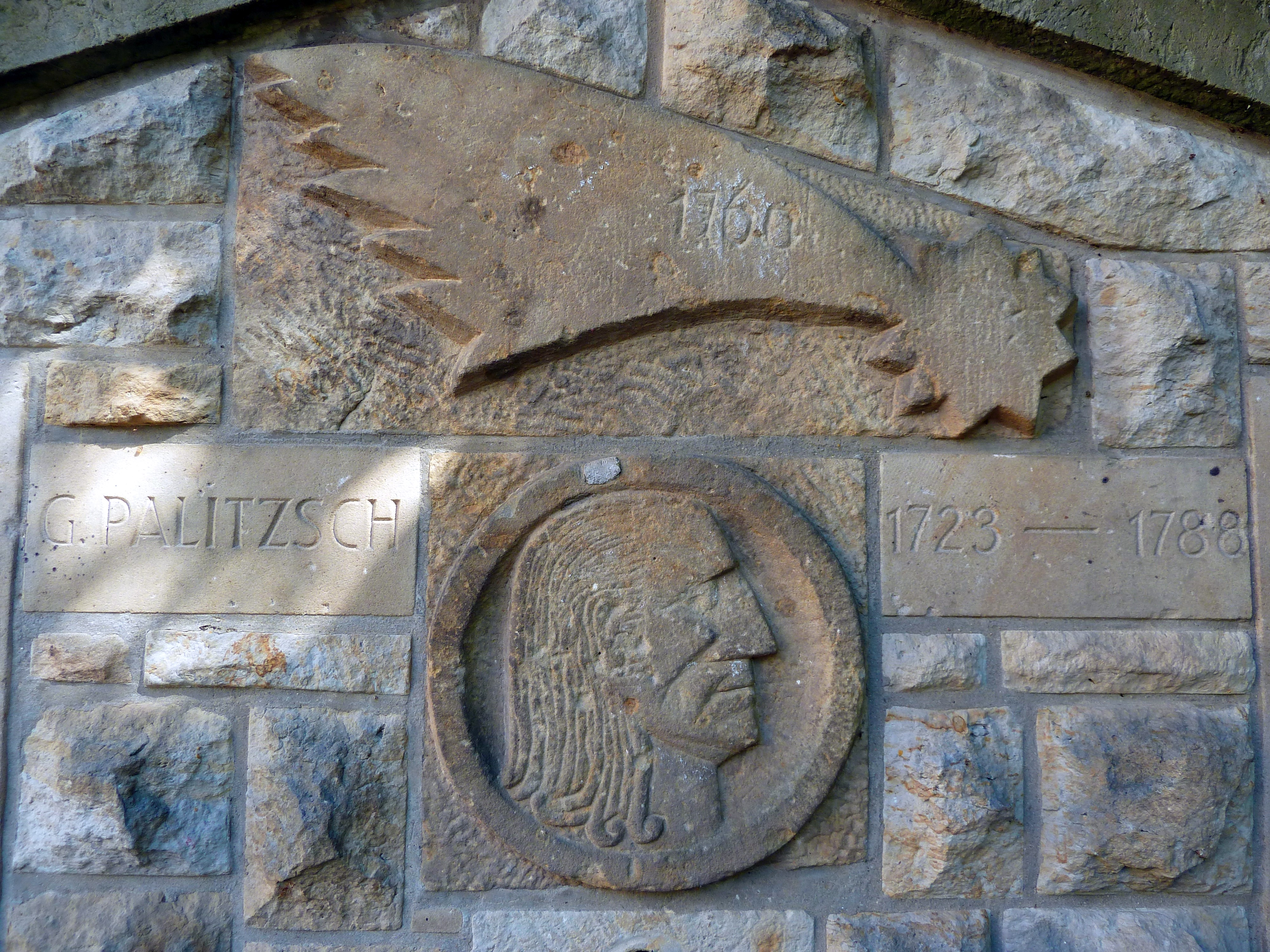
Detail 2021

Der Palitzschbrunnen in Dresden-Prohlis gehört zu den ältesten Brunnen Dresdens. Der Brunnenschacht wurde 1702 gegraben.

## Geschichte
Der Brunnen wurde 1702 gegraben und 1864 abgedeckt. Bis 1910 brachte der Brunnen Wasser hervor. Danach wurde er zugeschüttet.
1923, zum zweihundertsten Geburtstag des Naturwissenschaftlers Johann Georg Palitzsch (1723–1788) wurde der Brunnen zu einem Denkmal für ihn umgestaltet. Palitzsch wurde in Prohlis geboren, wirkte und starb ebenfalls dort.
Bis 1982 wurde der Palitzschbrunnen restauriert. Dies geschah im Zuge der Widmung der 121. Oberschule gegenüber dem Brunnen zur Johann Georg Palitzsch-Oberschule. Zuvor waren die Reste des Brunnens gesichert worden. Seitdem steht der Brunnen auf dem Schulhof der Oberschule.

## Beschreibung
Der Brunnen hat die Form eines Giebels mit schrägem Dach und ist aus Sandstein gefertigt. In der Mitte befindet sich ein Sandsteinbecken mit Wasserzulauf. Darauf ist der ehemalige Brunnen skizziert. Über dem Trog ist ein Relief-Porträt von Palitzsch angebracht. Darüber ein Komet mit der Jahreszahl 1760. Dies bezieht sich wohl auf den Kometen C/1760 A1 (Großer Komet), den Palitzsch und Charles Messier gleichzeitig entdeckten. Bekannter ist Palitzsch für die erste gezielte Wiederentdeckung des Halleyschen Kometen. Über dem Kometen ist eine Wetterfahne angebracht, die den „Bauernastronom“ zeigt.
Auf der linken Seite des Brunnens ist eine Inschrift angebracht: „Bauer Physiker Astronom führte im Elbtal den Kartoffelanbau ein. Errichtete auf seinem Dach und auf dem Dresdner Schlossturm nach Franklins Vorbild Blitzableiter. Fand als erster den wiederkehrenden Halleyschen Kometen“. Auf einer Tafel an der rechten Brunnenseite steht: „Palitzschbrunnen, Gegraben 1702, Abgedeckt 1864, Wasser gegeben bis 1910, für Ewig zugeschüttet 1910, Wasserleitungsbau, Gasleitungsbau und Elektrifizierung von Prohlis 1910, Denkmal erbaut 1923“.